# Mellicta subtus-ocellata
Mellicta subtus-ocellata är en fjärilsart som beskrevs av Marcel Caruel 1946. Mellicta subtus-ocellata ingår i släktet Mellicta och familjen praktfjärilar. Inga underarter finns listade i Catalogue of Life.